# Mount Nares
Mount Nares ist ein über 3000 m hoher und wuchtiger Berg in der antarktischen Ross Dependency. Er überragt südlich des Mount Albert Markham das Entstehungsgebiet des Flynn-Gletschers in den Churchill Mountains. 
Teilnehmer der Discovery-Expedition (1901–1904) unter der Leitung des britischen Polarforschers Robert Falcon Scott entdeckten den Berg und benannten ihn nach George Nares (1831–1915), Leiter der Britischen Arktis-Expedition (1875–1876) und Admiral der Royal Navy, der dem Komitee zur Ausstattung des Forschungsschiffs der Discovery-Expedition angehört hatte.